# Schlacht von Skafida
Die Schlacht von Skafida (bulgarisch Битка при Скафида) war eine Auseinandersetzung im Jahre 1304 bei Poros (heute Burgas in Ostbulgarien), am Fluss Skafida zwischen dem byzantinischen Reich und dem bulgarischen Reich. Die Schlacht endete mit einem klaren bulgarischen Sieg.

## Vorgeschichte
Als der Boljar Todor Swetoslaw 1300 zum Zaren gekrönt wurde, suchte er die Schuldigen für die Abhängigkeit Bulgariens von den Tataren in den Jahren zuvor. Er griff hart durch und machte auch vor dem bulgarischen Patriarchen Ioakim III. nicht halt. Nachdem er das bulgarische Reich innerlich konsolidiert hatte, richtete Todor seine Anstrengungen gegen Byzanz, dessen Diplomatie die Tataren zu Angriffen und Plünderungszügen gegen Bulgarien angestiftet hatte. 1303 marschierte der bulgarische Zar mit seiner Armee in Thrakien ein und nahm viele Städte in der Region Zagore und der Schwarzmeerküste ein. 
Im nächsten Jahr rückte der byzantinische Kaiser Michael IX. Palaiologos zum Gegenangriff an. Er folgte mit seiner Armee der Via Pontica und beide Armeen trafen beim Fluss Skafida in der Nähe der heutigen Stadt Burgas aufeinander.

## Die Schlacht
Die Schlacht fand am westlichen Ufer des Flusses statt. Nach einem Täuschungsmanöver, bei dem die bulgarische Armee vorgab sich zurückzuziehen, waren sich die Byzantiner ihres Sieges sicher und nahmen die Verfolgung auf. Als dann die bulgarische Reserve die Flügel der Byzantiner in die Zangen nehmen wollte, traten diese den Rückzug über eine kleine Brücke an. An der Brücke, vor der sich die Armee staute, wurde diese schließlich aufgerieben. Zusätzlich brach die Brücke durch das Gewicht der Soldaten zusammen und viele ertranken im tiefen Fluss.

## Folgen

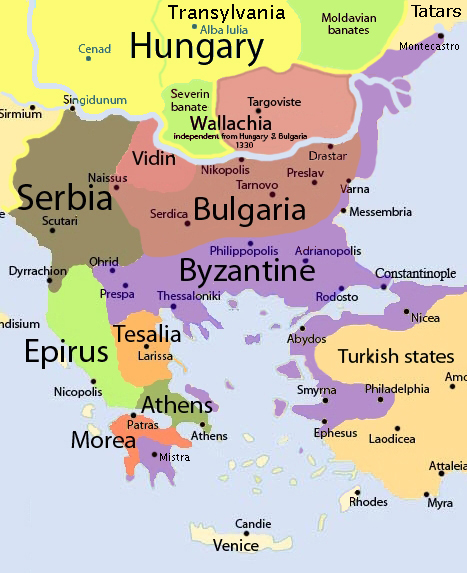
Die Balkanhalbinsel nach dem Frieden von 1307

Nach dem Sieg konnte sich das bulgarische Reich konsolidieren. Kaiser Michael IX. unternahm noch im folgenden Jahr einen weiteren Vorstoß gegen Bulgarien. Er verwüstete dabei die Region Zagore und nahm die Küstenstädte südlich von Sosoplis erneut ein. Zar Todor Slwetoslaw konnte sie jedoch noch im selben Jahr zurückerobern. 
Ein Frieden und somit ein Ende der Byzantinisch-Bulgarischen Kriege konnte erst 1307 geschlossen werden. Byzanz verpflichtete sich Tributzahlungen zu leisten und erkannte den Status quo nach der Schlacht von Skafida an. So sicherte sich Bulgarien die Städte der südlichen Schwarzmeerküste bis Agatopolis. Der bulgarische Zar vermählte sich daraufhin mit Theodora Palaiologos, einer der Töchter des byzantinischen Kaisers Michael IX., was zusätzlich zum Frieden beitrug.